# Kassari (village)
Pour les articles homonymes, voir Kassari.
Kassari est un village de la commune de Hiiumaa, situé sur l'île de Kassari dans le comté de Hiiu en Estonie.
Avant la réforme administrative d'octobre 2017, Kaasiku faisait partie de la commune de Käina, fusionnée à cette date avec les autres communes de l'île pour former celle de Hiiumaa.

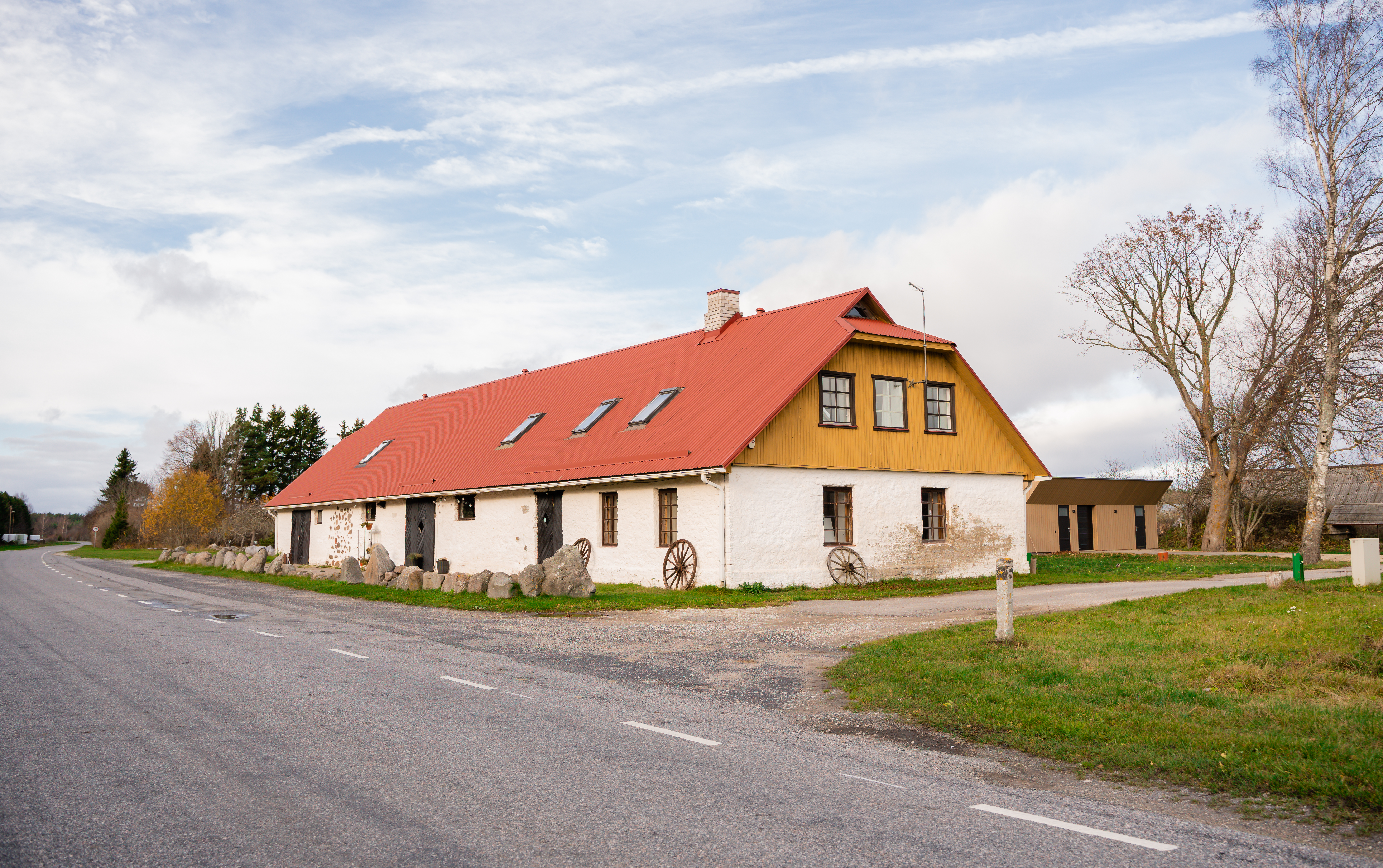
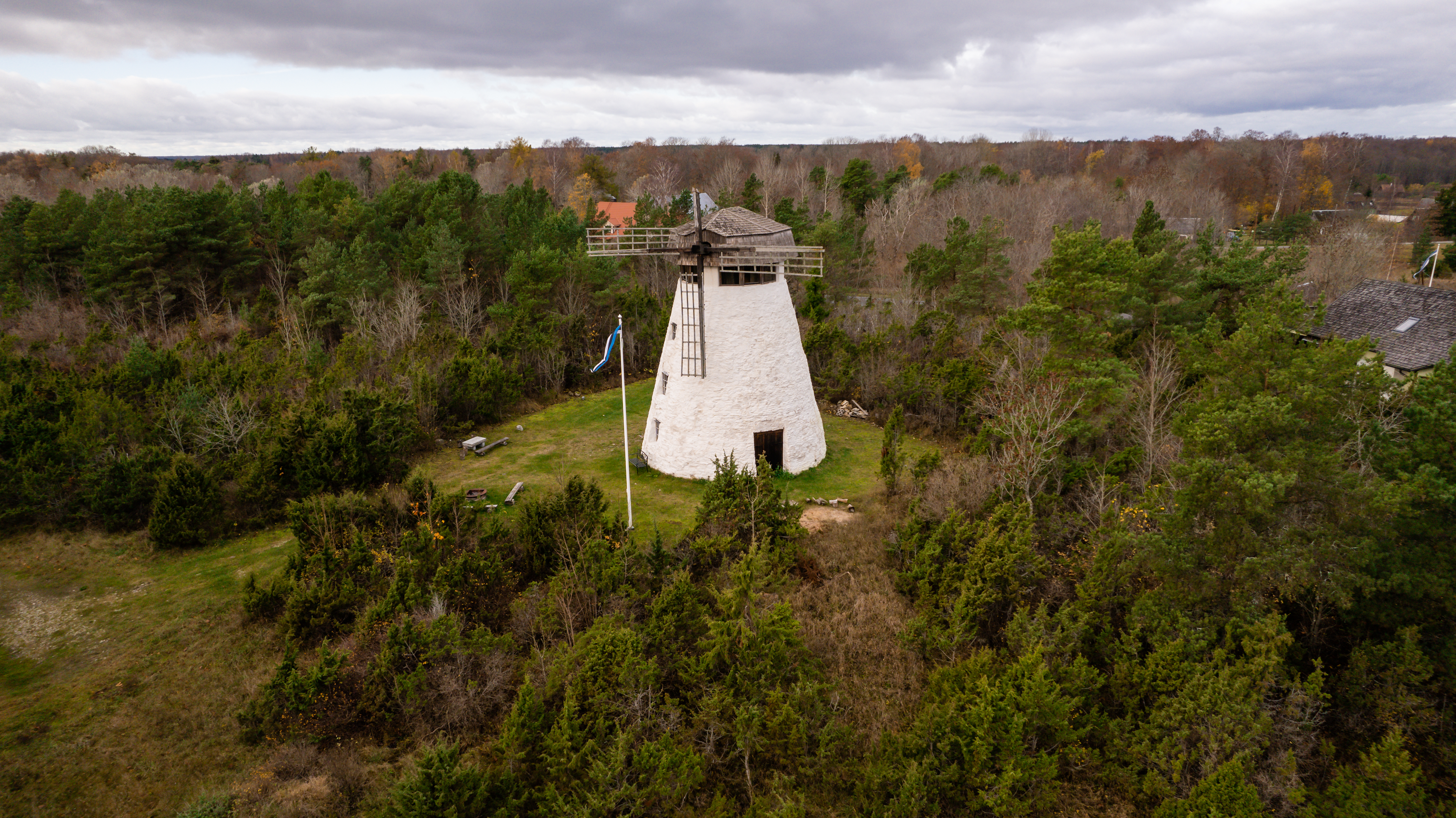

Au 1er janvier 2020, la population s'élevait à 109 habitants.